# Nunca me olvides
«Nunca me olvides» es el tercer sencillo de su último disco titulado Dangerous. Se lanzó el 15 de junio de 2016, como sencillo y vídeo promocional. Fue producido por Víctor Viera Moore «Jumbo» y Roberto Vázquez «Earcandy».

## Vídeo musical
El vídeo se publicó el 12 de julio de 2016. La filmación del vídeo incluyó un equipo de producción de alrededor de 80 personas. Fue filmado entre los días 15 de junio de 2016 en dos diferentes locaciones de Los Ángeles, California: El Pomona Boulevard y la Iglesia St. Thomas de Hollywood Boulevard. Esta es la cuarta colaboración visual de Yandel y Carlos R. Pérez en su carrera como solista y el primer vídeo musical que presenta bajo la nueva unión de manejo con Roc Nation.
El vídeo se lanzó el 12 de julio de 2016 a la plataforma de YouTube y tiene más de 300.000.000 de reproducciones, convirtiéndose en un éxito.

## Remezcla
Se anunció un remix con Don Omar a mediados de 2016, siendo publicado oficialmente el 10 de febrero de 2017 en servicios digitales y en su cuenta oficial de YouTube.